# Die Hoffnung klaut mir niemand
Die Hoffnung klaut mir niemand ist das zwölfte Studioalbum des deutschen Rappers Kontra K. Es erschien am 9. November 2023 über die Labels Letzte Wölfe und Universal Music in verschiedenen Versionen.

## Produktion
Ein Großteil des Albums wurde von den Musikproduzenten Beatzarre und Djorkaeff produziert, die an 18 der 19 Songs mitwirkten. Das Produzenten-Duo The Cratez war an der Musik zu zwei Liedern beteiligt. Weitere unterstützende Produzenten waren Neal & Alex, Thilo Brandt, Emile Haynie, Rick Nowels, Chris Cronauer und DeeVoe.

## Covergestaltung
Das Albumcover zeigt Kontra K, der in einem dunklen Raum hockt und dem Tränen aus Lava aus den Augen auf den Boden fließen. Über ihm befindet sich eine graue Wolke. Oben im Bild steht der weiße Titel Die Hoffnung klaut mir niemand, während der Schriftzug Kontra K, ebenfalls in Weiß, am unteren Bildrand steht.

## Gastbeiträge
Auf acht Liedern des Albums treten neben Kontra K weitere Künstler in Erscheinung. So ist der Rapper Luciano auf dem Song Von Anfang zu hören, während SSIO bei Lass mal sehen einen Gastauftritt hat. Das Stück Ich seh dich ist eine Kollaboration mit dem Rapper Samra, wobei am Lied Summertime die US-amerikanische Sängerin Lana Del Rey beteiligt ist. Zudem ist der Sänger Clueso auf dem Titel Weiche Kissen vertreten und die Sängerin Anna Grey ist auf Narben zu hören. Weitere Gastbeiträge stammen von dem Sänger Skepsis (Mann, Max) und dem Sänger Santos (Die Sonne).

## Titelliste
| #  | Titel               | Gastmusiker  | Produzenten                                        | Länge |
| -- | ------------------- | ------------ | -------------------------------------------------- | ----- |
| 1  | Kopf gef*** (Intro) |              | Beatzarre, Djorkaeff                               | 2:58  |
| 2  | Monster             |              | Beatzarre, Djorkaeff                               | 2:50  |
| 3  | Von Anfang          | Luciano      | Beatzarre, Djorkaeff                               | 2:58  |
| 4  | Was Echtes          |              | Beatzarre, Djorkaeff, Thilo Brandt, Chris Cronauer | 2:43  |
| 5  | Ein Schritt         |              | Beatzarre, Djorkaeff                               | 2:32  |
| 6  | Lass mal sehen      | SSIO         | The Cratez, Neal & Alex, DeeVoe                    | 2:21  |
| 7  | Energie             |              | Beatzarre, Djorkaeff                               | 2:35  |
| 8  | Ich seh dich        | Samra        | Beatzarre, Djorkaeff                               | 2:58  |
| 9  | Like Woo            |              | Beatzarre, Djorkaeff                               | 2:27  |
| 10 | Summertime          | Lana Del Rey | Beatzarre, Djorkaeff, Emile Haynie, Rick Nowels    | 3:15  |
| 11 | Wenn Träume bluten  |              | Beatzarre, Djorkaeff                               | 3:07  |
| 12 | Weiche Kissen       | Clueso       | Beatzarre, Djorkaeff                               | 3:00  |
| 13 | Der letzte Tag      |              | Beatzarre, Djorkaeff                               | 2:53  |
| 14 | Narben              | Anna Grey    | Beatzarre, Djorkaeff                               | 2:45  |
| 15 | Geliebt             |              | Beatzarre, Djorkaeff, The Cratez                   | 2:56  |
| 16 | Mann, Max           | Skepsis      | Beatzarre, Djorkaeff                               | 3:13  |
| 17 | Lüge                |              | Beatzarre, Djorkaeff                               | 2:35  |
| 18 | Dein Schatten       |              | Beatzarre, Djorkaeff                               | 3:16  |
| 19 | Die Sonne           | Santos       | Beatzarre, Djorkaeff                               | 2:54  |

## Singleauskopplungen
Insgesamt wurden sechs Lieder (Der letzte Tag, Was Echtes, Summertime, Like Woo, Weiche Kissen, Die Sonne) im Vorfeld des Albums als Singles ausgekoppelt, die sich alle in den deutschen Top 100 platzieren konnten. Davon waren Summertime und Die Sonne besonders erfolgreich und erreichten jeweils die Chartspitze.
Singles in den Charts

| Jahr | Titel          | Höchstplatzierung, Gesamtwochen, AuszeichnungChartplatzierungen (Jahr, Titel, , Platzierungen, Wochen, Auszeichnungen, Anmerkungen) | Höchstplatzierung, Gesamtwochen, AuszeichnungChartplatzierungen (Jahr, Titel, , Platzierungen, Wochen, Auszeichnungen, Anmerkungen) | Höchstplatzierung, Gesamtwochen, AuszeichnungChartplatzierungen (Jahr, Titel, , Platzierungen, Wochen, Auszeichnungen, Anmerkungen) | Anmerkungen                                                                   |
| Jahr | Titel          | DE | AT | CH | Anmerkungen                                                                   |
| ---- | -------------- | --- | --- | --- | ----------------------------------------------------------------------------- |
| 2023 | Der letzte Tag | DE37 (2 Wo.)DE | — | — | Erstveröffentlichung: 1. Juni 2023                                            |
| 2023 | Was Echtes     | DE24 (3 Wo.)DE | — | — | Erstveröffentlichung: 13. Juli 2023                                           |
| 2023 | Summertime     | DE1 Gold · (42 Wo.)DE | AT6 (14 Wo.)AT | CH24 (8 Wo.)CH | Erstveröffentlichung: 10. August 2023 Verkäufe: + 300.000; feat. Lana Del Rey |
| 2023 | Like Woo       | DE53 (1 Wo.)DE | — | — | Erstveröffentlichung: 28. September 2023                                      |
| 2023 | Weiche Kissen  | DE17 (5 Wo.)DE | AT70 (1 Wo.)AT | — | Erstveröffentlichung: 19. Oktober 2023 feat. Clueso                           |
| 2023 | Die Sonne      | DE1 (23 Wo.)DE | AT18 (3 Wo.)AT | CH21 (2 Wo.)CH | Erstveröffentlichung: 8. November 2023 feat. Santos                           |

## Rezensionen
| Professionelle Bewertungen | Professionelle Bewertungen |
| -------------------------- | -------------------------- |
| Kritiken                   |                            |
| Quelle                     | Bewertung                  |
| laut.de                    | [ 3 ]                      |

Yannik Gölz von laut.de bewertete Die Hoffnung klaut mir niemand mit nur einem von fünf Punkten. Kontra K versprühe „den Vibe eines unsympathischen Sportlehrers“ und das Album sei „eine abgeschlossene, zum Kulturpessimismus verleitende Marktanalyse deutscher Hörgewohnheiten: schmalzig, nichtssagend und unglaublich langweilig.“

## Kommerzieller Erfolg

### Chartplatzierungen
Die Hoffnung klaut mir niemand stieg am 17. November 2023 auf Platz eins in die deutschen Albumcharts ein und konnte sich eine Woche an der Chartspitze sowie mit Unterbrechungen acht Wochen in den Top 10 und 61 Wochen in den Top 100 platzieren. In Österreich erreichte es Rang drei und in der Schweiz Position neun.
In den deutschen Album-Jahrescharts 2023 belegte Die Hoffnung klaut mir niemand Platz zehn und 2024 Rang neun.
| ChartsChartplatzierungen | Höchstplatzierung | Wochen |
| ------------------------ | ----------------- | ------ |
| Deutschland (GfK)        | 1 (61 Wo.)        | 61     |
| Österreich (Ö3)          | 3 (5 Wo.)         | 5      |
| Schweiz (IFPI)           | 9 (5 Wo.)         | 5      |

| ChartsJahrescharts (2023) | Platzierung |
| ------------------------- | ----------- |
| Deutschland (GfK)         | 10          |

| ChartsJahrescharts (2024) | Platzierung |
| ------------------------- | ----------- |
| Deutschland (GfK)         | 9           |

### Auszeichnungen für Musikverkäufe
Für mehr als 75.000 verkaufte Einheiten erhielt Die Hoffnung klaut mir niemand in Deutschland im März 2024 eine Goldene Schallplatte.
| Land/Region        | Auszeichnungen für Musikverkäufe (Land/Region, Auszeichnung, Verkäufe) | Verkäufe |
| ------------------ | ---------------------------------------------------------------------- | -------- |
| Deutschland (BVMI) | Gold                                                                   | 75.000   |
| Insgesamt          | 1× Gold ·                                                              | 75.000   |